# Estación de Alta Luz
Alta Luz fue una estación de trenes que se encuentra en Maltrata, Veracruz.

## Historia
La estación fue construida por el antiguo Ferrocarril Mexicano mediante la concesión número 1, a través de la Ley del 27 de noviembre de 1867, la cual revalidó la concesión otorgada por los decretos del 31 de agosto de 1857 y el 5 de abril de 1861. La empresa organizada para la explotación de este ferrocarril quedó a cargo de la Compañía del Ferrocarril de México a Veracruz.